# Robin Fraser
Robin Fraser (Kingston, Jamaica, 1966. december 17. –) amerikai válogatott labdarúgó, edző. 2025 óta a Toronto vezetőedzője.
A jamaicai származású hátvéd egyike annak a 3 játékosnak, akit az MLS-ben ötször választottak be az év csapatába. Ez a megtiszteltetés rajta kívül csak Chris Armas-nak és Jaime Moreno-nak adatott meg. 1986-ban kapta meg az amerikai állampolgárságot, majd 1988-tól kezdve már szerepelt is a válogatottban.

## Külső hivatkozások
- Ismertetője a soccertimes.com honlapon